# エドワード・モードレイク
エドワード・モードレイク (Edward Mordrake) とは、とある都市伝説に登場する創作上の人物である。姓は古くはモーデイク（Mordake）とされていた。伝説によれば、モードレイクはとあるイギリス貴族の後継ぎとして19世紀に生まれたが、生まれつき後頭部にもう1つの顔があったとされている。後頭部の顔は見ることも、食べることも、声を出して喋ることもできなかったが、モードレイクが「喜ぶ時には嘲笑を浮かべ」、また「嘆き悲しむ時には微笑んだ」という。モードレイクは、後頭部の顔が夜になると「地獄でしか話されないような恐ろしいこと」を彼にささやくと主張し、この「悪魔の顔」を取り除くよう何度も医者に嘆願したが、その手術に挑戦する医者は現れなかったとされる。伝説によれば、モードレイクは23歳の時に自殺した。

## 最古の言及
モードレイクに言及した（知られる限りの）最古の事例は、1895年に『ボストン・ポスト』に掲載された、チャールズ・ローティン・ヒルドレス（Charles Lotin Hildreth）という名のフィクション作家による新聞記事である。この記事中では、ヒルドレスが「奇形の人間（human freaks）」と呼ぶ事例が多数紹介されており、「魚の尾を持った女性」や「クモの胴体を持った男性」、「体の半分がカニの男性」などに混じって「エドワード・モーデイク（Edward Mordake）」の事例が紹介されていた。ヒルドレスは、これらの事例は「王立科学協会（Royal Scientific Society）」の古い報告書に記載されていたものだと主張したが、この「王立科学協会」が実在したのかどうかも不明である。ヒルドレスの記事は事実に基づいたものではなく、『ボストン・ポスト』が記事の内容を事実として掲載したのは読者の興味を増すためであった可能性が高い。

## 医学百科事典での紹介
1896年に出版された医学百科事典『Anomalies and Curiosities of Medicine』（医師ジョージ・M・グールドとデイビッド・L・パイルの共著）にはモードレイクについての記述が含まれている。その内容は、とある「一般の情報源（lay source）」に拠るものであると事典は述べていたが、実際にはヒルドレスの記事からの直接的なコピーだった。事典はモードレイクの症例の基本的な形態を解説しているが、一方で彼の特異な奇形に対しての医学的な診断は一切試みていなかった。モードレイクのような先天性異常が現実のものであれば、それは寄生的頭蓋結合体の一種と考えられた可能性がある。
『Anomalies and Curiosities of Medicine』はモードレイクについて以下のように述べている。
人の奇形における最も奇妙で、かつ物悲しい物語はエドワード・モーデイクの事例である。彼はイギリスで最も高貴な爵位の後継者として生まれたが、爵位を引き継ぐことのないまま、自殺によって23歳で生涯を終えた。彼は徹底した隠遁生活を送り、家族による訪問すら拒絶していた。彼は優れた才能を持った若者であり、学識の高い学者であり、また腕利きの音楽家でもあった。彼の容姿は目を引くほどに魅力的で、その顔 - つまり彼の通常の顔 - はアンティノウスのようだった。だが、彼の後頭部にはもう1つの顔があった。それは美しい娘の顔で、「夢のように可愛らしく、また悪魔のように恐ろしい」ものだった。娘の顔は「後頭部のわずかな部分を占めているだけだったが、そこには明らかな知性が宿っており、それは悪意に満ちた類の知性だった」という。モーデイクが嘆き悲しむ時、もう1つの顔は微笑んだり、にやけたりした。その目は周囲の人間を追いかけて動き、その唇は「絶えず早口で喋るように」動いた。もう1つの顔が聞こえるような声を発することはなかったが、モーデイクはこの「悪魔のふたご」が夜になると彼に忌々しい言葉をささやくので、眠ることができないと訴えていた。モーデイクは、もう1つの顔が「決して眠ることなく、延々と地獄でしか話されないような恐ろしいことを私にささやくのだ。どんな想像力をもってしても、それが私に語りかける恐ろしい考えを思いつくことはできないだろう。先祖が犯した何らかの許されざる悪事によって、私はこの悪魔と共に生きることを強いられているのだ。頼むから、この紛れもない悪魔を私の体から取り除いてくれ。そのためならば私は死んでも構わない」と、医師のマンヴァーズとトレッドウェルに対して懇願した。注意深く監視されていたにもかかわらず、モーデイクはどこからか毒を手に入れ、それを用いて自ら命を絶った。モーデイクが残した遺書は、もう1つの顔が「死後に私にささやかぬように」、この「悪魔の顔」を埋葬の前に破壊しておくことを要求していた。モーデイク自身の望みに従い、彼の遺体は廃品置き場に埋められ、墓石も墓標も置かれなかった。

## 大衆文化での扱い
モードレイクの伝説はいくつかの文学作品、演劇、楽曲の題材となっている。
- トム・ウェイツが2002年に発表したアルバム『アリス』には、モードレイクについての曲『哀れなエドワード（Poor Edward）』が収録されている[7]。
- スペインの作家イレーネ・グラシア（スペイン語版）が2001年に出版した『Mordake o la condición infame』はモードレイクの伝説を基にした小説である[8]。
- FXによるTVドラマシリーズ『アメリカン・ホラー・ストーリー: 怪奇劇場（英語版）』の計3話にウェス・ベントリー演じる「エドワード・モードレイク」という名のキャラクターが登場する。